# Tinoecophora sindella
Tinoecophora sindella är en fjärilsart som beskrevs av Hans Georg Amsel 1968. Tinoecophora sindella ingår i släktet Tinoecophora och familjen praktmalar, Oecophoridae. Inga underarter finns listade i Catalogue of Life.